# O Brasileiro João de Souza
O Brasileiro João de Souza é um filme brasileiro de 1944, escrito e dirigido por Bob Chust. 
Foi o primeiro filme brasileiro com temática antinazista. Marcou também a estreia de Ziembinski no cinema brasileiro.

## Elenco
O marinheiro João de Souza (Sandro Polloni) carrega o trauma da perda de seu pai em um afundamento de um navio brasileiro pela marinha alemã. Apesar de parecer ter um futuro promissor, João acaba brigando com alemães nazistas e é demitido, no mesmo momento em que abandona sua noiva Pretinha (Zezé Pimentel). Todavia, com a entrada do Brasil na guerra, João de Souza correrá atrás de sua dignidade e patriotismo.
- Sandro Polloni como João de Souza
- Zezé Pimentel como Pretinha
- Lu Marival como Olga Dicolesco
- Ziembinski como Otto von Back
- Graça Mello como Sílvio
- Rosita Rocha como Luzia
- Bob Chust como Mário
- Oswaldo Loureiro como João de Souza (criança)
- Milton Carneiro